# Cazaci (okręg Neamț)
Cazaci – wieś w Rumunii, w okręgu Neamț, w gminie Tarcău. W 2011 roku liczyła 466 mieszkańców.